# Friedrich Bronsart von Schellendorf
Friedrich Heinrich Bruno Julius Bronsart von Schellendorf (Berlin, 16. lipnja 1864. -  Kühlungsborn, 23. siječnja 1950.) je bio njemački general i vojni zapovjednik. Tijekom Prvog svjetskog rata bio je zamjenik načelnika Glavnog stožera osmanske vojske.

## Vojna karijera
Friedrich Bronsart von Schellendorf rođen je 16. lipnja 1864. u Berlinu. Sin je pruskog generala, kasnije ministra rata Paula Bronsarta von Schellendorfa, te je mladost proveo na obiteljskom imanju u Istočnoj Pruskoj. Vojnu karijeru započeo je 1887. u Schwerinu. U kadetskoj školi upoznao je Ericha Ludendorffa, kasnijeg zamjenika načelnika Glavnog stožera, s kojim je ostao blizak sve do Ludendorffove smrti. Bronsart je sudjelovao u Rusko-japanskom ratu, nakon čega je postao zapovjednikom 5. pješačke divizije, te pilotom zračnih snaga. Godine 1913. s činom pukovnika postaje dijelom njemačke vojne misije pri Osmanskom carstvu koju je vodio Otto Liman von Sanders.

## Prvi svjetski rat
Početkom Prvog svjetskog rata Bronsart je imenovan zamjenikom načelnika Glavnog stožera osmanske vojske. Bronsart je blisko surađivao s načelnikom stožera osmanske vojske i ministrom rata Enver-pašom, postavši tako, na neki način, oponent šefu njemačke vojne misije Limanu von Sandersu. Nakon turskih poraza na Kavkaskom bojištu, Liman je od Enver-paše zahtijevao da smijeni Bonsarta, što je ovaj međutim, odbio učiniti. Ipak, krajem 1917., poslije osmanskih poraza u Palestini i britanskog zauzimanja Jeruzalema, Bronsart je smijenjen, te je vraćen u Njemačku. U veljači 1918. imenovan je zapovjednikom 4. ersatzke divizije na Zapadnom bojištu, te primaknut u čin general poručnika. Navedenom divizijom zapovijedao je sve do kraja rata. 

## Poslije rata
Po završetku rata Bronsart je u siječnju 1919. imenovan zapovjednikom 10. pješačke divizije, nakon čega je imirovljen. Bio je optuživan da je planirao Armenski genocid od kojih optužbi se pokušavao braniti tvrdeći da su zvjerstva nad Armencima uzrokovana njihovim ustankom protiv osmanske vlasti.  
Friedrich Bronsart von Schellendorf preminuo je 23. siječnja 1950. godine u 85. godini života u Kühlungsbornu.

## Vanjske poveznice
(eng.) Friedrich Bronsart von Schellendorf na stranici Prussianmachine.com

(njem.) Friedrich Bronsart von Schellendorf na stranici Bundesarchiv.de